# 国際クリケット評議会

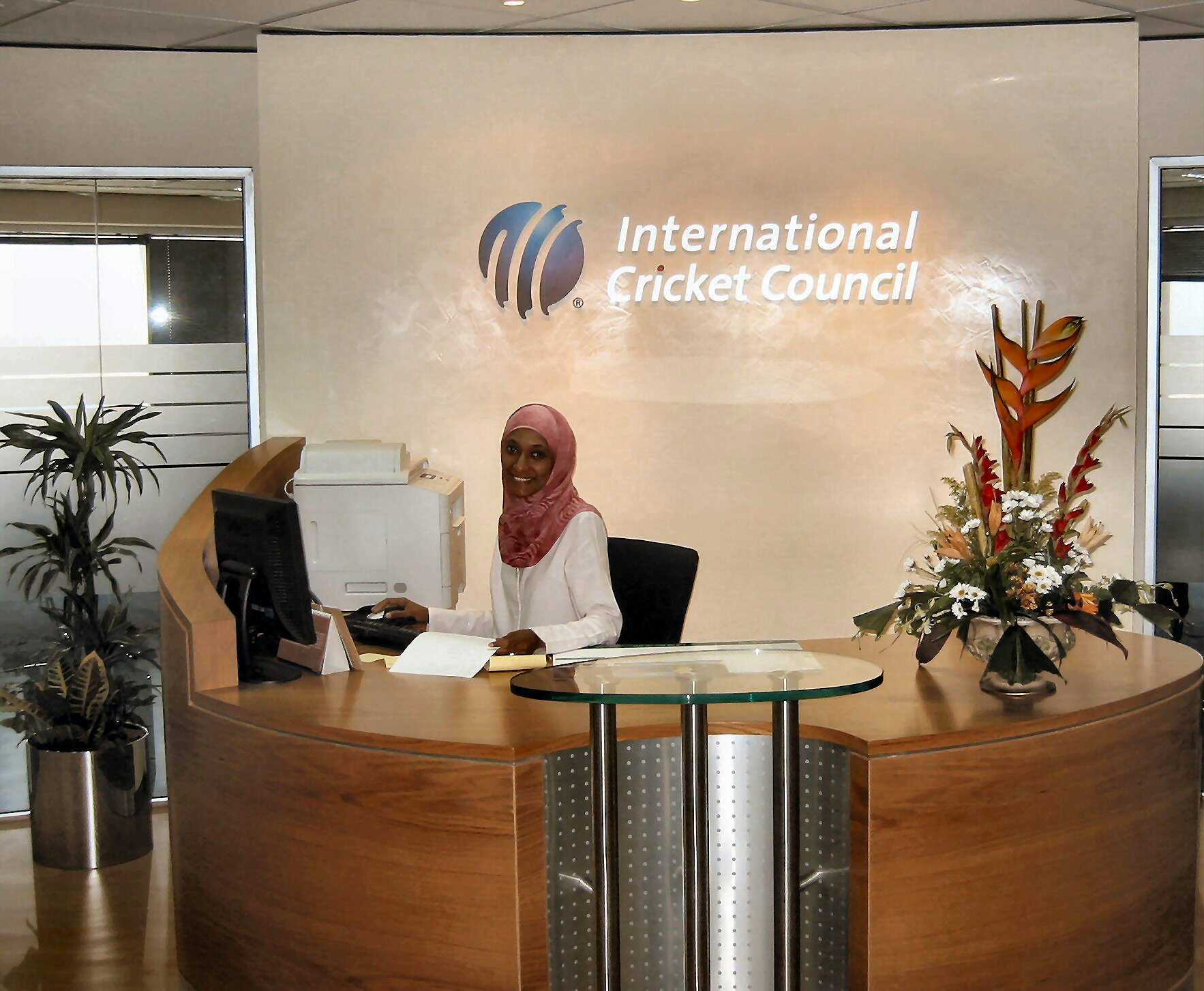
本部のあるドバイのオフィス

国際クリケット評議会（英語: International Cricket Council、略称：ICC）は、クリケットを統括する国際競技連盟。創立は1909年。本部はアラブ首長国連邦のドバイにある。
2023年現在、正会員（フルメンバー）が12の国と地域、準会員（アソシエートメンバー）が96の国と地域、合計108の国と地域の協会が所属している。クリケット・ワールドカップなどの大会を主催し、またテストマッチ、ワンデイ・インターナショナル（ODI）、トゥエンティ20・インターナショナルなどの審判を任命し派遣する。
InstagramやXなどSNS公式アカウントの総フォロワー数は2023年時点で1億を超えており、国際サッカー連盟（FIFA）や国際バスケットボール連盟（FIBA）などを上回り、国際競技連盟として最多である。

## 歴史
1909年6月15日、ロンドンのローズでイングランド・オーストラリア・南アフリカのクリケット協会関係者により大英帝国クリケット会議（Imperial Cricket Conference）として設立。1965年には国際クリケット会議（International Cricket Conference）、1989年に当項目の名称となった。

## 加盟国・地域

### 正会員
2023年現在、正会員（フルメンバー）は12の国と地域である。西インド諸島代表はカリブ海地域の15の国と地域が連合になった多国籍ナショナルチームである。また、イングランド代表はウェールズとの合同チームであり、アイルランド代表はイギリスの北アイルランドとの合同チームである。
| 国・地域         | 正会員加盟日  |
| ---------------- | ------------- |
| イングランド     | 1909年7月15日 |
| オーストラリア   | 1909年7月15日 |
| 南アフリカ共和国 | 1909年7月15日 |
| インド           | 1926年5月31日 |
| 西インド諸島     | 1926年5月31日 |
| ニュージーランド | 1926年5月31日 |
| パキスタン       | 1952年7月28日 |
| スリランカ       | 1981年7月21日 |
| ジンバブエ       | 1992年7月6日  |
| バングラデシュ   | 2000年6月26日 |
| アイルランド     | 2017年6月22日 |
| アフガニスタン   | 2017年6月22日 |

### 準会員
2023年現在、96の国と地域が準会員（アソシエートメンバー）として加盟している。

## 主催事業

### 大会
- クリケット・ワールドカップ
- ICCワールドテストチャンピオンシップ
- ICCチャンピオンズトロフィー
- 女子クリケット・ワールドカップ
- ICCインターコンチネンタルカップ
- ICC T20ワールドカップ
- ICC U19クリケット・ワールドカップ
- ICC U19女子T20ワールドカップ
- ICC女子T20チャンピオンズトロフィー

### 世界ランク
- ICCテストチャンピオンシップ
- ICC ODIチャンピオンシップ
- ICC T20チャンピオンシップ
- ICCプレーヤーランキング

### その他
- ICCアワード

## コマーシャルパートナー
2024年1月現在は以下の通り。

### プレミアパートナー
- サウジアラムコ
- エミレーツ航空

### グローバルパートナー
- コカ・コーラ
- DPワールド
- IndusInd Bank（英語版）

## 大陸競技連盟
ICCの傘下には、以下の5つの大陸競技連盟がある。
- アジアクリケット評議会（ACC）
- 欧州クリケット評議会（ECC）
- アフリカクリケット連盟（ACA）
- ICCアメリカ
- ICC東アジア太平洋